# The Wives of Bath
Дружини Бата — роман  Сьюзен Свон[en] (англ. Susan Swan), натхненний її власним досвідом дитинства в коледжі Хавергал [en] (англ.Havergal College) у Торонто, Онтаріо, Канада.

## Вступ до сюжету
Наприкінці 1963 року Мері «Мишку» Бредфорд відправляють до школи-інтернату її черствий батько і ревнива мачуха. Там Мері зустрічає бунтівну Полі, і разом вони вирушають на пошуки, того, що принципово відрізняє чоловіків від жінок.

## Пояснення назви роману
Зі слів Свон, «...вчителі та матрони нагадують [Мишці] про дружину Чосера з Бата, тому що вони єдині жінки, яких вона зустрічала, які живуть за своїми правилами. Але навіть їхня сила обмежена, і Мишка робить висновок ближче до кінця роману:
"Усі ми були дружинами Бата – від вчителів, які жахали нас своїми дзвіночками та воротами, до перегодованих пансіонерів  та  дівчат-снобів, які навчалися у денну зміну, не проживаючи постійно в інтернаті ... але незалежно від того, як важко будь-хто з нас боровся... Жіночий коледж Бат був лише вотчиною у королівстві чоловіків."

## Короткий зміст сюжету

### Частина перша
Мишка представляється і згадує свою причетність до «дивного наполеонівського акту самоствердження Полі», хоча вона не уточнює, що саме робила Полі, чи навіть хто вона. Мишка розповідає про свого відстороненного батька Морлі та свою вибагливу мачуху Сал, які відправили її до інтернату.  Вона також розповідає читачеві про горб, який вона має на лівому плечі, здобутий в результаті дитячого нападу поліомієліту, який переріс у кіфоз. Мишка нарекла горб ім'ям "Аліса", на честь своєї покійної матері, і каже, що горб для неї як друг. Протягом усього роману розмови Мишки з Алісою освітлюють комічні моменти та викладають темні події цієї історії. У другому розділі Мишка зупиняє  розповідь та починає переказувати подробиці суду над Полі, що вона продовжує робити протягом усього роману. Виявляється, Полі вчинив якесь вбивство.
Мишка згадує, як її відправили до школи-інтернату в Торонто (жіночий коледж Бата)  через те, що її батько мав «прикрий комплекс неповноцінності щодо виховання жінок», та через те, що  директорка школи-інтернату Віра Воган була дальньою родичкою Морлі. Мишка нервує, добре усвідомлючи свою сором’язливість та свої фізичні недоліки. Вона також збентеженна дивною атмосферою старомодної школи. Вона зустрічає доброзичливого двірника Сержанта (який є карликом) і брата Полі, Льюїса, якого вона згодом застає за голінням у ванній кімнаті гуртожитку. Того ж вечора Мишка зустрічає Торі та Полі. Вона одразу ж  почуває себе трохи вільнішою у спілкуванні через доброзичливість Торі, але приголомшена нахабними манерами Полі. Дівчині стає зрозуміло, що, якими б різними вони не були, їх повя'зує міцна дружба. Торі каже Мишці, що брат Полі, Льюїс, є її хлопцем, і що вони закохані.
Мишка швидко, але не комфортно облаштовується в школі. Підхоплює місцевий лексикон і дізається думку учнів щодо персоналу школи. Інтенсивність її фіксації на Джоні Ф. Кеннеді видно з довгих інтимних листів, які вона регулярно надсилає йому.
Торі зламала ногу в результаті нещасного випадку з хокею на траві, і її відправляють додому до кінця зимового семестру. І Мишка, і Полі засмучені через це. Втомившись від мінливої поведінки Полі, міс Воган наказує Полі щовечора після уроків «вигулювати» своє розчарування отримане в  школі, і призначає Мишку супроводжувати її. Під час цих прогулянок між дувчатами  формується своєрідний зв’язок, і Полі незабаром відкриває Мишці, що у неї немає брата на ім’я Льюїс; це насправді вона, маскується  під хлопчика, і що вона всіх обдурила, навіть Торі. Вона веде Мишку до святині, яку вона зробила для фільму « Кінг-Конг » 1933 року, і змущує Мишку проходити серію химерних тестів, щоб довести, що вона теж може «бути» хлопчиком. Серед них: з’їсти шість мисок пудингу з тапіоки без блювоти, дати сірнику обпікти шкіру, не плачучи, і змогти  помочитися стоячи.
Після того, як Мишка завершила ці "підготовчі випробування", вона приступає до трьох основних випробувань, вигаданих Полі: панування над іншими чоловіками, панування над жінками та панування над природою; у першому випробуванні Мишка створює своє чоловіче альтер-его «Ніка Грека» і вперше одягається як хлопчик. Мишка і Полі влаштовують бійку з хлопцями з сусіднього Королівського коледжу, одним з яких є старший брат Торі, Рік. У другому випробуванні Полі кидає виклик Мищці: спокусити повну дівчину з місцевої монастирської школи, що вона і робить, хоча результат межує з комічним; Виявляється, що дівчина, про яку йдеться, Джозі, знала весь час, що «Нік» був дівчиною, і починає плакати, коли Мишка соромиться та вагається пестити її. У третьому випробуванні Полі кидає Мищці виклик. Дівчина має  вбити голуба.
Те як Мишка з неохотою  виконує ці завдання підкреслює, що її бажання бути чоловіком не ґрунтується на справжньому бажанні ним стати і навіть не на статевому потязі до дівчат. Радше, Миша прагне свободи, якою насолоджувалися чоловіки того часу, яку, на її думку, вона ніколи не зможе відчути як жінка.
За відсутності Торі фаворитка вчителя Ісмей Том переїжджає до кімнати в гуртожитку де мешкають Мишка з  Полі. Її наполеглива присутність дратує Полі, але Мишка привертає увагу до ексцентричного, але симпатичного характеру Ісмей.
Полі виступає лідером  у черговій небезпечній  авантюрі і веде Мишку до проникнення в приватне приміщення місіс Педді, де вони натикаються на листування між міс Воган і місіс Педді, написане роками тому. У листах розповідається про інцидент, коли на міс Воган напав поліцейський, який бачив, як вона цілувала місіс Педді. Полі краде їх і ховає в тумбочці Мишки. Коли Мишка зазирає туди вранці, то виявляє, що листи зникли.
За відсутності Торі поведінка Полі погіршується, і їй забороняють бути присутньою на обідах для відвідувачів,які проходять у Королівському коледжі. Мишку туди забирають її родичі: дядько Вінні (брат її матері) та його дружина. Перебуваючи там, вона бачить Торі з Льюїсом у дворі. Льюїса виганяють з території школи після того, як ловлять за вандалізмом статуї.  Серед галасу поширюється новина про те, що президента Кеннеді вбили.
Мишка спустошена новиною про смерть президента, але її радують листи від Джека О'Меллі, студента Королівського коледжу, якого вона зустріла на обіді. Поведінка Полі стає все зловіснішою; вона наказує Мишці бити її старою тростиною, і коли та вагається, Полі починає бити тростиною її, досить сильно, аж допоки у дівчини не проступає кров. Мишка зізнається, що продовжувала проходити тести Полі, тому що злий характер Полі звільняє її від усіх речей у її житті, які вона не може змінити (тобто бути не гідною любові Морлі, не мати друзів) і робить її ще більш невинною.
Після виступу в різдвяному шоу Мишку викликають в офіс міс Воган, де їй повідомляють, що Морлі помер від раптового серцевого нападу.

### Частина друга
Мишка повертається до свого дому, щоб поховати  батька. І хоча  вона здається холодною і відстороненною від факту його смерті, очевидно, що вона спустошена. У процесі виявляється, що її мачуха Сал, яку часто чують як голос сумління Мишки, є алкоголічкою. Міс Воган також відвідує похорон, взявши з собою Полі, яка каже Мишці, що Рік намагається  забороноти  Торі  зустрічатися з  Льюїсом. Міс Воган просить Мишку зберегти те, що вона знайшла в приватних листах місіс Педді, при собі.
Мишка  вирішує більше ніколи не одягатися як хлопчик і розмірковує про нестачу батьківської любові та уваги. Вона робить висновок, що він занадто любив свою роботу. Мишка повертається до коледжу Бата, прихопивши з собою деякі речі батька на згадку про нього. Серед них є книга з анатомії (він був хірургом) і його старий докторський рюкзак.

### Частина третя
Повернувшись до школи, Мишка дізнається, що замість  Полі в її кімнаті  гуртожитку тепер проживає Аса Абрамс, і що повернулася Торі. На її подив, Мишка отримує тихе співчуття через смерть батька з боку своїх однолітків та  вчителів. ЇЇ особливо зворушую  подарунок від  Торі -  БібліяНового Завіту. Виявляється Полі примусили зайняти кімнату Аси. Її вигнання зміцнює її з дружбу з Мишкою. Полі розкриває, що вона (в ролі Льюїса) посварилася з Ріком і поранила його ножем, і що Торі була ображена на неї через цей вчинок. Ісмей розповідає Мишці, що Полі вирізала на її ліжку моторошні фігурки і крала партитури, що Полі сміючись заперечує.
Під час Різдвяного балу Льюїс відвозить Мишку до Королівського коледжу, щоб забрати Джека О'Меллі.  Між хлопцями відбувається незручна розмова дорогою до дому Канона Квінна, куди Льюїс їде, щоб забрати Торі. Коли вони прибувають на місце Мишка стає свідком того, як Рік і Льюїс сваряться біля дверей будинку Квіннів; Льюїс повертається до фургона помітно засмучений і без Торі. Залишившись на одинці з Мишкою, Льюїс розповідає, що Рік вимагав від нього довести, що він хлопчик, показавши йому свій пеніс, і починає плакати.
Мишка зрештою покидає Полі й приєднується до Джека. Вони втягуються в гуляння, п’ють джин і змагаються хто довше зможе лишатися на ногах. Ближче до кінця вечора Мишка зривається на пошуки Полі. Нарешті знаходить її в туалеті вежі, зі стриженим волоссям, порізаним і кровоточивим обличчям. Полі сердито відмахується від Мишки, коли вона намагається її втішити, і каже, що не відмовляється від Торі. Їх відволікає Сержант, який на вечір переодягнувся як померла засновниця школи, міс Хіггс, і розїдить по школі на старовинному вікторіанському велосипеді. Дівчата намагаються піти за ним, але Мишка втрачає Полі в темряві. Вона вирушає на пошуки Полі у її кімнату,але замість Полі  знаходить  там ноти Ісмея, а також сторінки, вирвані з « Анатомії Грея» (яка належала її батьку). На вирваних  сторінках зображено чоловічий пеніс. На всіх сторінках є нотатки зроблені рукою Полі. Втомлена і напідпитку, Мишка лягає спати.
Миша прокидається рано вранці і, стурбована тривалою відсутністю Полі, йде шукати її в тунелях під школою. Вона знаходить дуже занепокоїну Полі, яка каже, що Сержант впав на одну з труб опалення і поранився. Вона веде Мишку до його тіла, а потім посилає її за чеським землевпорядником Віллі. Сержант лежить непритомний, він зазнав сильних опіків від падіння з гарячих труб. Коли Мишка повертається з землепідрядником, вона знаходить сержанта мертвим, а Полі немає. Згадуючи те, що вона знайшла напередодні ввечері, в жаху Мишка підозрює, що зробила Полі. Піднявши костюмні спідниці, Миша бачить, що сержанта кастрували.
Мишка згадує деталі судового процесу над Полі та повідомляє читача, що сталося далі; після видалення геніталій Сержанта одним із скальпелів Морлі, Полі приклеїла їх до себе за допомогою клею для шин і постала перед Ріком Квінном у своєму жахливому образі Льюїса, намагаючись довести, що вона хлопець. Невдовзі після цього її заарештували, і визнали надто психічно нестабільною, щоб взяти на себе повну відповідальність за свої дії; уникнувши в'язниці, Полі була відправлена  до психіатричної лікарні для «реабілітації». Торі відправили в іншу школу (хоча суд дізнався, що вона продовжувала зустрічатися з Полі, поки та була під вартою), а Мишку відправили додому, до пристані Медока, доки ґвалт з приводу її причетності до злочину Полі не вщух. Вона згадує свій  сон про Сержанта, який їй насрився після його похорон, і каже, що радіє, що він не знав, що його вбив не його друг Льюїс, а Полі.
У шістнадцять років Мишка згадує свій час у коледжі Бата, відзначаючи там дівчат і жінок, які надихнули її бути собою, і підписує себе як «MB»

## Персонажі«Дружини Бата».

### Головні дійові особи

#### Мері Беатріс «Мишка» Бредфорд
Глибоко мисляча, сором’язлива і розумна. Обожнювання Мишкою свого батька Морлі та її поклоніння Джону Ф. Кеннеді свідчать про те, що вона, як і Полі, прагне свободи та статусу "буття чоловіком". Однак у ситуаціях конфронтації, які перевіряють її «маскулінність», «жіночі» інстинкти Мишки (тобто пасивність, страх і слухняність) переважають у ній.

#### Полін «Полі» Сайкс/Льюїс
Бунтівна, неспокійна і дика. Полі обурює статус, який жінкам надає суспільство, і постійно змушує подумати, що саме робить чоловіка характерно «мужнім» (тобто сильним, впевненим у собі та винахідливим). Полі знаходить свободу в маскуванні під хлопчика.  Полі здебільшого не має співчуття а іноді навіть жорстоко ставиться до Мишки. Натомість вона таїть ідеалістичну і віддану любов до Торі. Жахливе вбивство, яке Полі скоює на кульмінації роману, є розв’язкою історії.

#### Вікторія «Торі» Квінн
Добру, красиву і вразливу Торі можна було б охарактеризувати як прийнятно «жіночну». Хоча Торі не така взбаломошна, як Полі, вона  по-своєму бунтівна. Вона часто порушує шкільні правила і не надто відповідально ставиться до дисципліни, коли має змогу уникнути покарання. Найголовніше, характер її стосунків з Полі не дозволяє її описувати як типову дівчину того часу. Наприкінці роману Мишка запитує, чи знала Торі, що Льюїс і Полі були однією людиною; Достаменно невідомо чи знала Торі про спражній стан речей, але інтенсивність їхніх стосунків свідчить про те, що вона знала.

### Інші персонажі
- Віра «Богородиця» Воан
- Місіс Педді
- Морлі Бредфорд
- Сал Бредфорд
- Сержант
- Річард «Рік» Квінн
- Ісмай Том

## Основні теми, символи та мотиви
- Гендерні проблеми та стереотипи
- Репресивна атмосфера 1960-х років
- Заборонена любов
- Фрейдистські/психоаналітичні теорії сексуальності та гендерної ідентичності
- Кінг Конг як чоловічий герой

## Алюзії/посилання на інші твори/авторів
- « Дружина з Бата » Джефрі Чосера
- Критика Шарлотти Бронте[прояснити] Джейн Остін
- Персонаж і самогубство Вірджинії Вулф

## Натяки/посилання на актуальну історію та сучасну науку
- Вбивство президента Джона Кеннеді
- Голокост
- Тріада Макдональда

## Нагороди та номінації
- У шорт-лист премії Guardian Fiction Award 1993 року
- У шорт-лист премії Trillium 1993 року
- Лауреат премії Ради мистецтв Торонто за художню літературу 1993 року

## Фільми, телевізійні чи театральні екранізації
У 2001 році «Дружини Бата » знято у незалежному фільмі «Загублені й несамовиті», режисера Леа Пул і адаптований для екрану Джудіт Томпсон. У фільмі зіграли: Пайпер Перабо в ролі Полі, Джессіка Паре в ролі Торі і молода Міша Бартон у ролі Мауса.
Сьюзен Свон нещодавно написала передмову до нового видання «Дружини з Бата», вихваляючи «Загублені й несамовиті», хоча вона стверджує, що воно, ззовні, «значно відрізняється» від оригінального роману. Фільм був включений до офіційного відбору на кінофестиваль Санденс у 2001 році.
Прізвища головних героїв у Загублені й несамовиті» відрізняються від прізвищ у «Дружини з Бата» ; Paulie's було змінено з «Sykes» на «Oster»; Торі від «Квінна» до «Моллера»; і Мауса від "Бредфорда" до "Бедфорда".
Вбивство, яке слугує розв’язкою історії, не було включено до сценарію « Втрачені та марення » Джудіт Томпсон, яка вважала, що гротескний характер злочину Полі не буде належним чином відображено на екрані. Натомість фільм закінчується самогубством персонажа Полі.